# اوبرهاید
اوبرهاید (به آلمانی: Oberhaid) یک شهر در آلمان است که در بامبرگ واقع شده‌است.